# Hidrazidă
| Hidrazide organice |
| Structura generală a unei carbohidrazide, cu grupa funcțională reprezentată în albastru (R = grupă alchil sau aril).   |
| Structura generală a unei sulfonohidrazide, cu grupa funcțională reprezentată în albastru (R = grupă alchil sau aril). |

Hidrazinele reprezintă o clasă de compuși organici cu grupă funcțională comună, alcătuită dintr-un atom de azot legat covalent de un alt atom de azot, iar unul dintre atomi conține o grupă acil. Structura generală a unei hidrazide este E(=O)-NR-NR2, unde R reprezintă de obicei atomi de hidrogen. Sunt derivate de la hidrazine, prin reacții de acilare.
Clasificarea hidrazidelor se face după atomul atașat de oxigen: carbohidrazide (R-C(=O)-NH-NH2), sulfonohidrazide (R-S(=O)2-NH-NH2) și dihidrazide fosfonice (R-P(=O)(-NH-NH2)2.

## Obținere
Hidrazidele se obțin prin reacții de acilare ale hidrazinelor:
R-NH-NH2 + R-C(=O)-X → R-C(=O)-NH-NH2 + HX